# 菱村幸彦
菱村幸彦（ひしむら　ゆきひこ、1934年11月9日-　）は、日本の元文部官僚、教育行政学者、教育評論家。

## 人物
岐阜県高山市出身。1959年京都大学法学部卒。文部省に入り、教科書検定課長、高等学校教育課長、初等中等教育局審議官を経て、1988年総務審議官、初等中等教育局長。1991年退任、放送大学学園監事、1993年国立教育研究所長。駒場東邦中学校・高等学校長、学校法人清真学園理事長、財団法人学習ソフトウエア情報研究センター理事長を歴任した。日本図書教材協会会長。

## 著書
- 『教科書裁判』新教育懇話会 1975
- 『教育課程の法律常識 教育指導の法的理解のために』第一法規出版 1976
- 『生徒指導の法律常識』第一法規出版 1977
- 『教師のための法律常識』第一法規出版 教師のためのベストライブラリー 1979
- 『教育活動にいかす法律知識』教育開発研究所 1981
- 『やさしい教育法規の読み方』教育開発研究所 1983
- 『Q&A生徒指導の法律相談』教育開発研究所 1985
- 『法律からみた学校経営のノウハウ』教育開発研究所 1989
- 『管理職のための教育法入門 すぐに役立つ教育法規の読み方活かし方』学事出版 学校管理職の教養・実務選書 1990
- 『これからの教育と教科書の役割』教科書研究センター 教科書セミナー 1990
- 『戦後教育の功罪を問う』明治図書出版 オピニオン叢書 1993
- 『続・やさしい教育法規の読み方』教育開発研究所 1993
- 『私のリーダー論』日本教育新聞社出版局 1994
- 『教育行政から見た戦後高校教育史 高校はどう変わったか』学事出版 高校教育半世紀の検証 1995
- 『はじめて学ぶ教育法規』教育開発研究所 1995
- 『学校は変われるか 改革のための経営課題』教育開発研究所 1996
- 『教育の窓法律の窓』小学館 1996
- 『職場の作法 自分も活き人も活かす』日本教育新聞社 1996
- 『改革のなかの学校 問われる学校経営』日本教育新聞社 1998
- 『学校経営と法律の接点』教育開発研究所 2002
- 『私の校長学 実践に活かす学校経営の知恵と技』学事出版 2002
- 『教育法規からみた現代校長学 学校経営に必要な最新法律知識』学事出版 2005
- 『やさしい学校管理規則の読み方・活かし方』学事出版 2008
- 『戦後教育はなぜ紛糾したのか』教育開発研究所 2010
- 『管理職のためのスクール・コンプライアンス ここが問われる学校の法的責任』ぎょうせい 2010

### 共編著
- 『教科書の話題』浦山太郎共著 第一法規出版 1974
- 『高等学校新教育課程の解説』編著 ぎょうせい 1978
- 『生徒指導実務必携』堀久共編著 第一法規出版 1978
- 『高校移行措置の解説と資料』編 明治図書出版 1979
- 『高等学校新学習指導要領の解説総則』山田勝兵共著 学事出版 1979
- 『高校教育判例詳解』編著 学事出版 1980
- 『Q&A新高校教務ハンドブック』編著 学事出版 1982
- 『学校の法的トラブル集 判例研究』加茂川幸夫共編 学事出版 学校管理職の教養・実務選書 1991
- 『教育の眼・法律の眼 話題で読む教育法規』編著 教育開発研究所 1992
- 『高校教務運営マニュアル Q&A』加茂川幸夫共著 学事出版 1992
- 『教育の眼・法律の眼 話題で読む教育法規 part 2』下村哲夫共編著 教育開発研究所 1994
- 『教育法規大辞典』下村哲夫共編 エムティ出版 1994
- 『教職研修総合特集 学校の法律常識』全6巻　責任編集 教育開発研究所 1997-98
- 『教育行政』編著 ぎょうせい 公務員研修双書 1997
- 『新・管理職重点課題シリーズ 第1巻 教職研修総合特集　新時代の学校管理職必修法規』編 教育開発研究所 1998
- 『新・管理職ハンドブック 第6巻　新・教育法規ハンドブック』編 教育開発研究所 1999
- 『新・管理職ハンドブック 第2巻　新・教頭ハンドブック』編 教育開発研究所 1999
- 『新・管理職ハンドブック 第1巻　新・校長ハンドブック』編 教育開発研究所 1999
- 『管理職選考グレードアップシリーズ 第4巻　学校の危機管理マニュアル』編 教育開発研究所 2000
- 『身近な話題で学ぶやさしい教育法規』下村哲夫共著 学事出版 2000
- 『管理職選考グレードアップシリーズ 第6巻　新・学校管理規則の読み方』編 教育開発研究所 2001
- 『管理職ニュー・コモンセンス 第2巻　よくわかる最新管理職選考教育法規キーワード』編 教育開発研究所 2001
- 『管理職ニュー・コモンセンス 第5巻　よくわかる最新生徒指導の法律知識 最新の青少年問題・法律関係を網羅』編 教育開発研究所 2001
- 『管理職スペシャル・レクチャー 第2巻　学校管理職選考で問われる最新教育法規 最近改正の教育法規を徹底解説』編 教育開発研究所 2002
- 『管理職ニュー・コモンセンス 第6巻　よくわかる最新教員服務の法律知識 男女共同参画社会の教員服務』編 教育開発研究所 2002
- 『最新管理職選考教育法規ミニマム・エッセンシャルズ 管理職選考突破に最小限必要な法律常識』編 教育開発研究所 2003
- 『教育法規からみた校長・教頭の職務百科 教育法規に定められた校長・教頭の職務を網羅』編 教育開発研究所 2004 校長・教頭実務百科 第1巻
- 『校長・教頭必携教育改革関連法規百科 教育改革に伴う最新法規改正を網羅』編 教育開発研究所 2004 校長・教頭実務百科 第3巻
- 『学校経営の刷新 教育新時代の学校経営 論点演習』小松郁夫,若井彌一共編著 教育開発研究所 2005
- 『校長・教頭選考によく出る教育法規 教育法規の重要事項を頻出順に整理』編 教育開発研究所 2005 管理職ベスト・セレクション 第3巻
- 『管理職演習・学校の法律問題 こんなとき管理職としてどうするか』編 教育開発研究所 2006 教職研修総合特集
- 『最新教育改革ここが知りたい 中教審答申と義務教育改革』編 教育開発研究所 2006 教職研修総合特集
- 『校長が身につけたい経営に生かすリーガルマインド 身近な事例で学ぶ教育法規』教育開発研究所 2007
- 『最新教育法規ハンドブック 学校管理職必携』編 教育開発研究所 2007 教職研修総合特集
- 『よくわかる最新教育法規の改正点 最新法令改正のポイントを解説』編 教育開発研究所 2008 教職研修総合特集
- 『学校管理職選考〈出る順〉教育法規 頻出度の高い順に教育法規の要点を解説』編 教育開発研究所 2009 教職研修総合特集
- 『学校管理職選考〈ジャンル別〉重要法規問題の演習 管理職選考によく出題される重要法規問題を演習・解説』編 教育開発研究所 2010 教職研修総合特集
- 『〈管理職演習〉学校防災・危機管理の最新法律問題 東日本大震災後の学校防災と学校の危機管理諸問題への対応』編 教育開発研究所 2011 教職研修総合特集
- 『教育法規』坂田仰共編 学事出版 学校マネジメント研修テキスト 2011
- 『コンパクト教育法規ハンドブック 校長・副校長・教頭が心得ておくべき学校運営規準』編 教育開発研究所 2011 教職研修総合特集
- 『学校管理職のための教育法規運用テキスト 校長・副校長・教頭が知っておくべき教育法規運用のポイント』編集 教育開発研究所 2012
- 『教育法規の要点がよくわかる本 これだけは知っておきたい教員に必要な法令知識!』編著 教育開発研究所 2012
- 『コンパクト学校教務ハンドブック 学校教務の法規に基づく適正な運用とノウハウを解説』編集 教育開発研究所 2012
- 『いじめ・体罰防止の新規準と学校の対応 いじめ防止対策推進法・体罰防止の新規準に基づく学校づくり』編集 教育開発研究所 2013

## 論文
- Cinii